# Conflict
Conflict es una banda inglesa de anarcopunk originaria de Eltham, en el sur de Londres. Formada en 1981, la banda original estaba constituida por Colin Jerwood como vocalista, Francisco Paco Carreno en la batería, Big John en el bajo, Steve el guitarrista y Pauline como segunda voz. El primer disco de estudio fue The House that Man Built con la discográfica Crass Records.
Su carrera ha sido exitosa y su música muy aplaudida por los seguidores del anarcopunk. Llegaron a tener como miembro a Steve Ignorant, un integrante de Crass, la banda pionera y emblemática  de dicho género.

## Miembros

### Miembros actuales
- Colin Jerwood (voces)
- ‘Big’ John Clifford (bajo)
- Kenny Barnes (batería)
- Graham Ball (guitarra)
- Paul Friday, aka ‘Nihilistic Nobody’ (visuales)

### Antiguos miembros
- Francisco Carenio (Batería)
- Paul Hoddy (Bajo)
- Spike Smith (Batería)
- Matthew Zilch (Guitarra)
- Kevin Webb (Guitarra)
- Steve Ignorant (Vocales)
- Chris Parish (Guitarra)
- Ferenc Collins (Guitarra)
- Marshall Penn (Guitarra)
- Mandy Spokes
- Eva Scragg (Vocales)
- Sarah Taylor (Vocales)
- Jackie Hannah (Vocales)
- Gav King (Guitarra)

## Discografía
Chart placings shown are from the UK Indie Chart.

### Álbumes de estudio
- It's Time to See Who's Who (1983)
- Increase the Pressure (1984)
- The Ungovernable Force (1986)
- From Protest To Resistance (1986)
- The Final Conflict (1988)
- Against All Odds (1989)
- Conclusion (1993)
- There's No Power Without Control (2003)

### Sencillos y EP
- The House That Man Built EP (June 1982, Crass Records) (#3). Later re-issued on Mortarhate Records.
- To a Nation of Animal Lovers EP (October 1983, Corpus Christi Records) (#4). Later re-issued on Mortarhate Records.
- The Serenade is Dead EP (January 1984, Mortarhate Records) (#5)
- This is Not Enough, Stand Up and Fucking Fight 7" (March 1985, Mortarhate Records) (#3)
- The Battle Continues 7" (October 1985, Mortarhate Records) (#1)
- The Final Conflict 12"(1988, Mortarhate Records)
- These Colours Don't Run 7" / CD (October 1993, Mortarhate Records)
- BBC1 7" (1995, Mortarhate Records)
- Now You've Put Your Foot In It 7" / CD (2001, Mortarhate Records)
- Carlo Giuliani 7" / CD (April 2003, Mortarhate Records)

### Recopilatorios
- Employing All Means Necessary LP / CD (1985, Mortarhate Records)
- Standard Issue 82-87 LP / CD (February 1989, Mortarhate Records)
- Standard Issue II 88-94 LP / CD (1996, Mortarhate Records)
- Deploying All Means Necessary (February 1997)
- There Must Be Another Way (January 2001)

### En vivo
- Live at Centro Iberico EP (October 1982, Xntrix Records) (#7). Later re-issued on Mortarhate Records.
- Live At Brest, France (March 1983)
- Only Stupid Bastards Help EMI LP (1986, New Army Records) (#5)
- Leeds University  (April 1986)
- Turning Rebellion Into Money Double LP / CD (1987, Mortarhate Records) (#1)
- In The Venue (April 2000)
- In America CD (2001, Go-Kart Records 83)
- Live In London (2004)

### Otros
- Rebellion Sucks! (Anthology and DVD of live in London 2004)